# Fanfan Kikima
Fanfan Yogote Kikima (12 de julio de 1989) es un deportista congoleño que compitió en taekwondo. Ganó una medalla de plata en el Campeonato Africano de Taekwondo de 2012 en la categoría de –87 kg.

## Palmarés internacional
| Campeonato Africano | Campeonato Africano       | Campeonato Africano | Campeonato Africano |
| Año                 | Lugar                     | Medalla             | Categoría           |
| ------------------- | ------------------------- | ------------------- | ------------------- |
| 2012                | Antananarivo (Madagascar) | Medalla de plata    | –87 kg              |